# أورير (إخولان)
أورير هو دُوَّار يقع بجماعة هلالة، إقليم شتوكة آيت باها، جهة سوس ماسة في المملكة المغربية. ينتمي الدوّار لمشيخة إخولان التي تضم 21 دوار. يقدر عدد سكانه بـ 8 نسمة حسب الإحصاء الرسمي للسكان والسكنى لسنة 2004.

## روابط خارجية
- البوابة الوطنية للجماعات الترابية
- المندوبية السامية للتخطيط